# 澳大利亚网球公开赛男子单打冠军列表
僅列出1968年公開賽年代以後的冠亞軍
| 年份        | 冠軍                                        | 亞軍                                        | 比分                       |
| ----------- | ------------------------------------------- | ------------------------------------------- | -------------------------- |
| 1969年      | 罗德·拉沃尔 (2)（Rod Laver）                | 安德烈·希梅諾（Andrés Gimeno）              | 6–3、6–4、7–5              |
| 1970年      | 亚瑟·阿什（Arthur Ashe）                    | 迪克·克里利 （Dick Crealy）                 | 6–4、9–7、6–2              |
| 1971年      | 肯·羅斯威爾 (3)（Ken Rosewall）             | 亚瑟·阿什（Arthur Ashe）                    | 6–1、7–5、6–3              |
| 1972年      | 肯·羅斯威爾 (4)                             | 马尔·安德森（Mal Anderson）                 | 7–6(2)、6–3、7–5           |
| 1973年      | 約翰·紐康姆（John Newcombe）                | 歐尼·帕隆（Onny Parun）                     | 6–3、6–7、7–5、6–1         |
| 1974年      | 占美·干納斯（Jimmy Connors）                | 菲尔·登特（P. Dent）                        | 7-6(7)、6–4、4–6、6–3      |
| 1975年      | 約翰·紐康姆 (2)                             | 占美·干納斯（Jimmy Connors）                | 7–5、3–6、6–4、7–6(7)      |
| 1976年      | 马克·埃德蒙森（Mark Edmondson）             | 约翰·纽康姆（John Newcombe）                | 6–7、6–3、7–6、6–1         |
| 1977年 1月  | 罗斯科·坦纳（Roscoe Tanner）                | 吉列尔莫·维拉斯（Guillermo Vilas）          | 6–3、6–3、6–3              |
| 1977年 12月 | 维塔斯·格鲁莱蒂斯（Vitas Gerulaitis）       | 约翰·劳埃德（John Lloyd）                   | 6–3、7–6、5–7、3–6、6–2    |
| 1978年      | 吉列尔莫·维拉斯（Guillermo Vilas）          | 约翰·马克斯（J. Marks）                     | 6–4、6–4、3–6、6–3         |
| 1979年      | 吉列尔莫·维拉斯 (2)                         | 约翰·萨德里（J. Sadri）                     | 7–6(4)、6–3、6–2           |
| 1980年      | 布赖恩·蒂彻（Brian Teacher）                | 金·沃里克（K. Warwick）                     | 7–5、7–6(4)、6–3           |
| 1981年      | 约翰·克里克（Johan Kriek）                  | 史蒂夫·登顿（Ivan S. Denton）               | 6–2、7–6(1)、6–7(1)、6–4   |
| 1982年      | 约翰·克里克 (2)                             | 史蒂夫·登顿 (2)                             | 6–3、6–3、6–2              |
| 1983年      | 马茨·维兰德（Mats Wilander）                | 伊万·伦德尔（Ivan Lendl）                   | 6–1、6–4、6–4              |
| 1984年      | 马茨·维兰德 (2)                             | 凯文·柯伦（Kevin Curren）                   | 6(5)–7、 6–4、7–6(3)、6–2  |
| 1985年      | 斯特凡·埃德贝里（Stefan Edberg）            | 马茨·维兰德（Mats Wilander）                | 6–4、6–3、6–3              |
| 1986年      | 没有举行                                    | 没有举行                                    | 没有举行                   |
| 1987年      | 斯特凡·埃德贝里 (2)                         | 帕特·卡什（Pat Cash）                       | 6–3、6–4、3–6、5–7、6–3    |
| 1988年      | 马茨·维兰德 (3)                             | 帕特·卡什 (2)                               | 6–3、6–7(3)、3–6、6–1、8–6 |
| 1989年      | 伊万·伦德尔（Ivan Lendl）                   | （Miloslav Mecir）                          | 6–2、6–2、6–2              |
| 1990年      | 伊万·伦德尔 (2)                             | 斯特凡·埃德贝里（Stefan Edberg）            | 4–6、7–6(3)、5–2 (ret)     |
| 1991年      | 鲍里斯·贝克尔（Boris Becker）               | 伊万·伦德尔 (2)                             | 1–6、6–4、6–4、6–4         |
| 1992年      | 吉姆·考瑞尔（Jim Courier）                  | 斯特凡·埃德贝里 (2)                         | 6–3、3–6、6–4、6–2         |
| 1993年      | 吉姆·考瑞尔 (2)                             | 斯特凡·埃德贝里 (3)                         | 6–2、6–1、2–6、7–5         |
| 1994年      | 皮特·森柏斯（Pete Sampras）                 | （Todd Martin）                             | 7–6(4)、6–4、6–4           |
| 1995年      | 安德烈·阿加西（Andre Agassi）               | 皮特·森柏斯（Pete Sampras）                 | 4–6、6–1、7–6(6)、6–4      |
| 1996年      | 鲍里斯·贝克尔 (2)                           | 张德培（Michael Chang）                     | 6–2、6–4、2–6、6–2         |
| 1997年      | 皮特·森柏斯 (2)                             | 卡洛斯·莫亚（Carlos Moyá）                  | 6–2、6–3、6–3              |
| 1998年      | 佩特·科尔达（Petr Korda）                   | 马塞洛·里奥斯（Marcelo Ríos）               | 6–2、6–2、6–2              |
| 1999年      | 叶夫根尼·卡费尔尼科夫（Yevgeny Kafelnikov） | 托马斯·恩奎斯特（Thomas Enqvist）           | 4–6、6–0、6–3、7–6(1)      |
| 2000年      | 安德烈·阿加西 (2)                           | 叶夫根尼·卡费尔尼科夫（Yevgeny Kafelnikov） | 3–6、6–3、6–2、6–4         |
| 2001年      | 安德烈·阿加西 (3)                           | 阿诺·克莱芒（Arnaud Clement）               | 6–4、6–2、6–2              |
| 2002年      | 托马斯·约翰松（Thomas Johansson）           | 马拉特·萨芬（Marat Safin）                  | 3–6、6–4、6–4、7–6(4)      |
| 2003年      | 安德烈·阿加西 (4)                           | 莱纳·舒特勒（Rainer Schüttler）             | 6–2、6–2、6–1              |
| 2004年      | 罗杰·费德勒（Roger Federer）                | 马拉特·萨芬 (2)                             | 7–6(3)、6–4、6–2           |
| 2005年      | 马拉特·萨芬（Marat Safin）                  | 莱顿·休伊特（Lleyton Hewitt）               | 1–6、6–3、6–4、6–4         |
| 2006年      | 罗杰·费德勒 (2)                             | 马科斯·巴格达蒂斯（Marcos Baghdatis）       | 5–7、7–5、6–0、6–2         |
| 2007年      | 罗杰·费德勒 (3)                             | 费尔南多·冈萨雷斯（Fernando Gonzalez）      | 7–6(2)、6–4、6–4           |
| 2008年      | 諾瓦克·喬科維奇（Novak Djokovic）           | 若-威爾弗里德·特松加（Jo-Wilfried Tsonga）  | 4–6、6–4、6–3、7–6(2)      |
| 2009年      | 拉斐爾·拿度（Rafael Nadal）                 | 罗杰·费德勒（Roger Federer）                | 7–5、3–6、7–6(3)、3–6、6–2 |
| 2010年      | 罗杰·费德勒 (4)                             | 安迪·穆雷（Andy Murray）                    | 6–3、6–4、7-6(11)          |
| 2011年      | 諾瓦克·喬科維奇 (2)                         | 安迪·穆雷 (2)                               | 6–4、6–3、6–3              |
| 2012年      | 諾瓦克·喬科維奇 (3)                         | 拉斐爾·拿度（Rafael Nadal）                 | 5–7、6–4、6–2、6(5)–7、7–5 |
| 2013年      | 諾瓦克·喬科維奇 (4)                         | 安迪·穆雷 (3)                               | 6(2)–7、7–6(3)、6–3、6–2   |
| 2014年      | 斯坦·瓦林卡（Stanislas Wawrinka）           | 拉斐爾·拿度 (2)                             | 6–3、6–2、3–6、6–3         |
| 2015年      | 諾瓦克·喬科維奇 (5)                         | 安迪·穆雷 (4)                               | 7–6(5)、6(4)–7、6–3、6–0   |
| 2016年      | 諾瓦克·喬科維奇 (6)                         | 安迪·穆雷 (5)                               | 6–1、7–5、7–6(3)           |
| 2017年      | 罗杰·费德勒 (5)（Roger Federer）            | 拉斐爾·拿度 (3)                             | 6–4、3–6、6–1、3–6、6–3    |
| 2018年      | 罗杰·费德勒 (6)                             | 馬林·契利奇 （Marin Čilić）                 | 6–2、6(5)–7、6–3、3–6、6–1 |
| 2019年      | 諾瓦克·喬科維奇 (7)                         | 拉斐爾·拿度 (4)                             | 6–3、6–2、6–3              |
| 2020年      | 諾瓦克·喬科維奇 (8)                         | 多米尼克·蒂姆（Dominic Thiem）              | 6–4、4–6、2–6、6–3、6–4    |
| 2021年      | 諾瓦克·喬科維奇 (9)                         | 丹尼爾·梅德韋傑夫 （Daniil Medvedev）       | 7-5、6-2、6-2              |
| 2022年      | 拉斐爾·拿度 (2)                             | 丹尼爾·梅德韋傑夫 (2)                       | 2-6、6(5)-7、6-4、6-4、7-5 |
| 2023年      | 諾瓦克·喬科維奇 (10)                        | 斯特凡諾斯·西西帕斯 （Stefanos Tsitsipas）  | 6–3、7–6(4)、7–6(5)        |
| 2024年      | 扬尼克·辛纳（Jannik Sinner）                | 丹尼尔·梅德韦杰夫 (3)                       | 3–6、3–6、6–4、6–4、6–3    |
| 2025年      | 扬尼克·辛纳 (2)                             | 亞歷山大·茲韋列夫 （Alexander Zverev）      | 6–3, 7–6(7–4), 6–3         |

### 澳大利亚网球公开赛其他賽事冠軍
- 澳洲網球公開賽女子單打冠軍列表
- 澳洲網球公開賽男子雙打冠軍列表
- 澳洲網球公開賽女子雙打冠軍列表
- 澳洲網球公開賽混合雙打冠軍列表

### 其他大滿貫賽事男子單打冠軍
- 法國網球公開賽男子單打冠軍列表
- 溫布頓網球錦標賽男子單打冠軍列表
- 美國網球公開賽男子單打冠軍列表